# 壽祺
壽祺（？—？），镶红旗人，清朝政治人物。举人出身。
道光十七年署，擔任廣東廣州府永安縣知縣（現紫金縣知縣）。后由解道顯接任。